# Take It Back (piosenka Pink Floyd)
Take It Back – piosenka z 1994 roku angielskiego zespołu rocka progresywnego Pink Floyd, która wydana została na albumie studyjnym The Division Bell (1994).
Tekst utworu dotyczy niespełnionej miłości. Do piosenki nakręcono teledysk, którego reżyserem był Marc Brickman, który był odpowiedzialny za oświetlenie podczas trasy The Division Bell Tour, która promowała przedostatni studyjny album grupy.

## Pozostałe informacje
- „Take It Back” jest jedynym singlem w dorobku zespołu Pink Floyd, który wydano na kasecie audio; to analogowe wydawnictwo trafiło na rynek australijski[2]